# Liste der Codices Palatini germanici 100–199

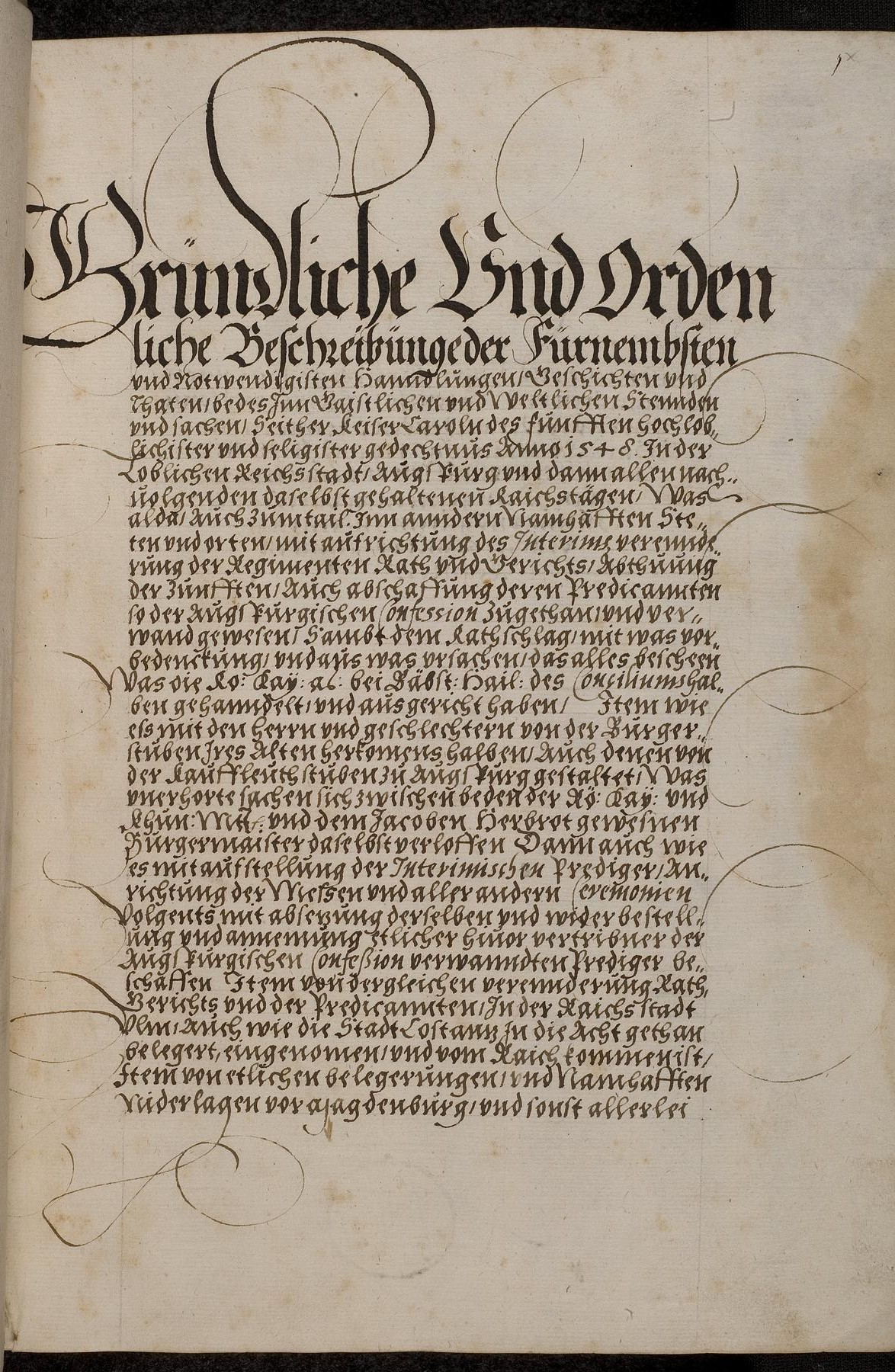
Cod. Pal. germ. 100, Blatt 1br, Titelblatt, Vorderseite

Diese Liste der Codices Palatini germanici gibt einen Überblick über die Handschriften 100–199 der insgesamt 848 Codices Palatini germanici (Cod. Pal. germ.; Cpg), mit Zusammenstellung der wichtigsten äußeren Daten.
Die Codices Palatini germanici sind die deutschsprachigen Handschriften der Bibliotheca Palatina, die nach wechselvoller Geschichte seit 1816 fast vollständig in der Universitätsbibliothek Heidelberg aufbewahrt werden; 1888 kam der letzte noch fehlende Bestandteil hinzu, der Codex Manesse (Cod. Pal. germ. 848).

## Liste der Handschriften Cod. Pal. germ. 100–199
Die Sprache aller Handschriften ist deutsch, es sei denn, es wäre ausdrücklich anders angegeben. Gleiches gilt für Handschriften mit lateinischen Titeln für deutsche Übersetzungen. Alle Codices sind normalerweise Handschriften, sollten es frühe Druckwerke oder Inkunabeln sein, ist dies angegeben.
Die Spalte ganz links verlinkt Wikipedia-Artikel zu den einzelnen Handschriften; die Spalte ganz rechts verlinkt die Startseiten der jeweiligen Digitalisate der Universitätsbibliothek Heidelberg.
| Cpg-Nr.  | Inhalte | Entstehungsort und -zeit                                    | Material             | Blattzahl | Maße in cm          | UB-Heidelberg                           |
| -------- | --- | ----------------------------------------------------------- | -------------------- | --------- | ------------------- | --------------------------------------- |
| Cpg 100  | Paul Hector Mair: Augsburger Chronik | Augsburg, 3. Viertel 16. Jh.                                | Papier               | 252 Blatt | 30,2 × 21           | Digitalisat                             |
| Cpg 101  | Gesta Romanorum (deutsch); Aeneas Silvius Piccolomini: De duobus amantibus Euryalo et Lucretia (deutsch: Niklas von Wyle); Lucianus Samosatensis: Asinus aureus (Inkunabel; deutsch: Niklas von Wyle); Giovanni Boccaccio: De Guiscardo et Sigismunda, Decamerone IV,1 (Inkunabel; deutsch: Niklas von Wyle) | Burgau (Schwaben), 1470                                     | Papier               | 119 Blatt | 28,4 × 20,8         | Digitalisat                             |
| Cpg 102  | Adam Reißner: Geschichten aller Bischoff zu Rom | Südwestdeutschland, 1556/1573                               | Papier               | 398 Blatt | 30,7 × 21           | Digitalisat                             |
| Cpg 103  | Georg Seyfried: Kurze Beschreibung des Stammes der Markgrafen zu Brandenburg | [Trugenhofen], 1582                                         | Papier               | 38 Blatt  | 19,1 × 14,5         | Digitalisat                             |
| Cpg 104  | Christoph Bidembach: Württembergisch-Historischer Kalender | Stuttgart, 1616                                             | Papier               | 102 Blatt | 20,2 × 16           | Digitalisat                             |
| Cpg 105  | Leben der heiligen Elisabeth; Geistliche Kurztexte und Predigten von Johannes Tauler, Heinrich Seuse u. a. | Elsaß, 1. Viertel 15. Jh.                                   | Papier               | 102 Blatt | 20,5 × 14,1         | Digitalisat                             |
| Cpg 106  | Historia septem sapientum (deutsch) | Südwestdeutschland (Speyer?), Mitte 15. Jh.                 | Papier               | 77 Blatt  | 20,5 × 14           | Digitalisat                             |
| Cpg 107  | Johannes von Neumarkt: Buch der Liebkosung; Heinrich von Langenstein: Speculum animae (deutsch); [Konrad Bömlin?]: Über die wahre Gelassenheit der Seele Christi | Süddeutschland, 1. Viertel 15. Jh.                          | Papier               | 163 Blatt | 21 × 14             | Digitalisat                             |
| Cpg 108  | Heiligenlegenden; Gebete | Südwestdeutschland, 3. Viertel 15. Jh.                      | Papier               | 111 Blatt | 20,3 × 14,2         | Digitalisat                             |
| Cpg 109  | Simprecht Kröll: Hausbuch | Augsburg, 1516–1527                                         | Papier               | 182 Blatt | 20,4 × 15,5         | Digitalisat                             |
| Cpg 110  | Petrus von Rosenheim: Roseum memoriale divinorum eloquiorum (lateinisch, mit deutscher Bearbeitung, „Heidelberger Mischgedicht“) | Südwestdeutschland, um 1500                                 | Papier               | 55 Blatt  | 14,6 × 20,3         | Digitalisat                             |
| Cpg 110a | Petrus von Rosenheim: Roseum memoriale divinorum eloquiorum (deutsche Bearbeitung); Fragmente | verschiedene Orte, 14./16. Jh.                              | Papier und Pergament | 14 Blatt  | 14,5–14,7 × 18–20,6 | Digitalisat                             |
| Cpg 111  | Legende der heiligen Felix und Regula; Legende des heiligen Meinrad | Zürich, 1470/1475                                           | Papier               | 69 Blatt  | 21,5–22 × 15,5      | Digitalisat                             |
| Cpg 112  | Konrad der Pfaffe: Rolandslied | Regensburg/Hessen-Thüringen (?), Ende 12. Jh.               | Pergament            | 123 Blatt | 21 × 15             | Digitalisat                             |
| Cpg 113  | Hermann von Fritzlar: Heiligenleben (erster Teilband) | Mitteldeutschland (Hessen?), 14. Jh. (1349?)                | Pergament            | 215 Blatt | 17,3 × 11,7         | Digitalisat                             |
| Cpg 114  | Hermann von Fritzlar: Heiligenleben (zweiter Teilband) | Mitteldeutschland (Hessen?), 14. Jh. (1349?)                | Pergament            | 200 Blatt | 17,2 × 12           | Digitalisat                             |
| Cpg 115  | Hugo Ripelin von Straßburg (Hugo Argentinensis): Compendium theologicae veritatis, Buch VII (deutsch) | Deutschland, 2. Hälfte 14. Jh.                              | Pergament            | 48 Blatt  | 28 × 19             | Digitalisat                             |
| Cpg 116  | (1.) Johannes Hartlieb: Trotula (Übersetzung, Fragment); (2.) Eikhart Artzt: Chronik von Weißenburg | (1.) Süddeutschland, 1528; (2.) Südwestdeutschland, um 1530 | Papier               | 78 Blatt  | 31,2 × 21,5         | Digitalisat                             |
| Cpg 117  | Martin Ketzel: Pilgerfahrt ins Heilige Land | Augsburg (?), zwischen 1476 und 1486                        | Papier               | 111 Blatt | 15,3 × 10,6         | Digitalisat                             |
| Cpg 118  | Johannes von Hildesheim: Historia trium regum (deutsch); Evangelium Nicodemi Sammlung von Exempeln und Mirakeln | Mitteldeutschland, 4. Viertel 14. Jh. bis Anfang 15. Jh.    | Papier               | 181 Blatt | 19,5 × 14,2         | Digitalisat                             |
| Cpg 119  | Aeneas Silvius Piccolomini: De duobus amantibus Euryalo et Lucretia (deutsch: Niklas von Wyle); Giovanni Boccaccio: De Guiscardo et Sigismunda, Decamerone IV,1 (deutsch: Niklas von Wyle) [Niklas von Wyle]: Rat wider die Bulschaft; Marina; Giovanni Boccaccio: Griseldis, Decamerone X,10 (deutsch: Heinrich Steinhöwel); Gregorius auf dem Stein (aus Der Heiligen Leben, WT 42); Der Junker und der treue Heinrich | Heidelberg (?) / Württemberg (?), zwischen 1461 und 1474    | Papier               | 183 Blatt | 21 × 15             | Digitalisat                             |
| Cpg 120  | Kurfürst Friedrich IV. von der Pfalz: Stammbuch | verschiedene Orte, 1582–1605                                | Papier               | 270 Blatt | 14,2 × 8,5          | Digitalisat                             |
| Cpg 121  | Bericht über die Regierung Sultan Murads III. | Süddeutschland, 16./17. Jh.                                 | Papier               | 30 Blatt  | 31,1 × 20.5         | Digitalisat                             |
| Cpg 122  | Feuerwerkbuch | Bayern, 1. Hälfte 15. Jh.                                   | Papier               | 51 Blatt  | 28,1 × 20,5         | Digitalisat                             |
| Cpg 123  | Kriegsbuch (Artillerie und Besatzung) | Neuburg/Österreich (?), 1530                                | Papier               | 113 Blatt | 32,2 × 21,2         | Digitalisat                             |
| Cpg 124  | M. Philippi: Kriegsbuch | Heidelberg, 1587                                            | Papier               | 171 Blatt | 27 × 19,1           | Digitalisat                             |
| Cpg 125  | Isocrates: De regni administratione ad Nicoclem (deutsch: Lienhart Reicher); Desiderius Erasmus: Institutio principis christiani (deutsch) | Neuburg/D., 1517                                            | Papier               | 107 Blatt | 30,1 × 21,5         | Digitalisat                             |
| Cpg 126  | Philipp Mönch: Kriegsbuch | Heidelberg, 1496                                            | Papier               | 44 Blatt  | 41 × 28,5           | Digitalisat                             |
| Cpg 127  | Johann Lange: Reisebericht; Giovanni Boccaccio: Eine Hübsche history von eines reichen burgers sun (Druck, 1516); Johannes Adelphus: Dje Türckisch Chronica (Druck, 1516); Thomas Lirer: Schwäbische Chronik (Druck, 1486); Johannes de Capua: Directorium humanae vitae alias Parabolae antiquorum sapientium (deutsch: Antonius von Pforr, Druck, um 1482); Jacobus de Cessolis: Schachzabelbuch (Druck, 1483) u. a.   | Heidelberg, 1. Hälfte 16. Jh.                               | Papier               | 72 Blatt  | 26,5 × 19           | Digitalisat                             |
| Cpg 128  | Franz Helm: Buch von den probierten Künsten | Südwestdeutschland, 1535                                    | Papier               | 223 Blatt | 30,8 × 21,2         | Digitalisat                             |
| Cpg 129  | Herzog Philipp Eberhard von Kleve: Kriegsbuch | Süddeutschland, nach 1562                                   | Papier               | 90 Blatt  | 31,7 × 20,5         | Digitalisat                             |
| Cpg 130  | Ulrich Beßnitzer: Zeughausinventar von Landshut | Landshut, 1485                                              | Papier               | 67 Blatt  | 37 × 26             | Digitalisat                             |
| Cpg 131  | Kriegsbuch | Amberg, 1573                                                | Papier               | 387 Blatt | 29,6 × 20,5         | Digitalisat                             |
| Cpg 132  | Herzog Philipp Eberhard von Kleve: Kriegsbuch; Feldgerichtsordnung; Kriegsbuch (Artillerie) | Süddeutschland, 1566                                        | Papier               | 326 Blatt | 30,2 × 19,5         | Digitalisat                             |
| Cpg 133  | Lazarus von Schwendi: Kriegsdiskurs | Süddeutschland, nach 1575                                   | Papier               | 96 Blatt  | 31,8 × 21,7         | Digitalisat                             |
| Cpg 134  | Kriegsbuch | Amberg (?), 1568                                            | Papier               | 352 Blatt | 30,7 × 20,2         | Digitalisat                             |
| Cpg 135  | Franz Helm: Buch von den probierten Künsten | Heidelberg (?), 1576                                        | Papier               | 130 Blatt | 32 × 20             | Digitalisat                             |
| Cpg 136  | Ludwig Baumann: Gebetbuch (deutsch, griechische Schrift) | Augsburg, 1519                                              | Papier               | 91 Blatt  | 14,9 × 10,2         | Digitalisat                             |
| Cpg 137  | Martin von Troppau: Chronicon pontificum et imperatorum (deutsch) | Hagenau, Werkstatt Diebold Lauber, um 1460                  | Papier               | 243 Blatt | 25,9 × 19,9         | Digitalisat                             |
| Cpg 138  | John [Mandeville]: Reisen (deutsch: Otto von Diemeringen) | Heidelberg (?), 2. Hälfte 15. Jh.                           | Papier               | 121 Blatt | 26,6 × 20,5         | Digitalisat                             |
| Cpg 139  | Das Buch der Könige (Herrscherchronik in der Schwabenspiegelfassung, Gruppe N); Schwabenspiegel | Ostdeutschland (?), 1. Hälfte 15. Jh.                       | Pergament            | 229 Blatt | 29,1 × 20,9         | Digitalisat                             |
| Cpg 140  | Jakob Twinger von Königshofen: Straßburger Chronik (Kapitel 1–3 mit Straßburger Zusätzen) | Bayern, 1456                                                | Papier               | 143 Blatt | 30,1 × 20,5         | Digitalisat                             |
| Cpg 141  | Albrecht: Jüngerer Titurel | Schwaben, 3. Viertel 14. Jh.                                | Papier               | 138 Blatt | 30 × 20,5–22        | Digitalisat                             |
| Cpg 142  | Pontus und Sidonia | Stuttgart (?), Werkstatt des Ludwig Henfflin, um 1475       | Papier               | 140 Blatt | 30,1 × 21           | Digitalisat                             |
| Cpg 143  | Johann von Würzburg: Wilhelm von Österreich | Schwaben, 4. Viertel 15. Jh.                                | Papier               | 327 Blatt | 32 × 21,8           | Digitalisat                             |
| Cpg 144  | Elsässische Legenda Aurea | Straßburg, Werkstatt von 1418, 1419                         | Papier               | 426 Blatt | 39 × 27,2           | Digitalisat                             |
| Cpg 145  | Das Buch der Könige (Herrscherchronik in der Schwabenspiegelfassung, Gruppe H) und Prosakaiserchronik; Schwabenspiegel (Land- und Lehnrecht, Systematische Form); Notizen aus der Augsburger Stadtgeschichte | Augsburg, 1429                                              | Papier               | 170 Blatt | 39,3 × 28           | Digitalisat                             |
| Cpg 146  | Christherre-Chronik; Rudolf von Ems: Weltchronik; Jans Enikel: Weltchronik | Schwaben (?), 1367                                          | Papier               | 104 Blatt | 40,3 × 28,7         | Digitalisat                             |
| Cpg 147  | Prosa-Lancelot (Teil 1–3) | Mittelrhein (Mainz/Heidelberg), um 1470                     | Pergament            | 331 Blatt | 52,2 × 36,9         | Digitalisat                             |
| Cpg 148  | Kalender für das Bistum Eichstätt; Biblia pauperum (Deutscher erzählender Typ, Textfassung C) mit eingebundenem Psalter mit Cantica und Allerheiligenlitanei (deutsch) | Bayern/Eichstätt, um 1430/1450                              | Pergament            | 179 Blatt | 39,6 × 26,4         | Digitalisat                             |
| Cpg 149  | Historia septem sapientum (deutsch); Martinus Oppaviensis (=Martin von Troppau): Chronicon pontificum et imperatorum (deutsch) | Hagenau, Werkstatt Diebold Lauber, um 1450                  | Papier               | 345 Blatt | 36 × 28,3           | Digitalisat (rekonstruierte Blattfolge) |
| Cpg 150  | Duarte Barbosa: Livro de Duarte Barbosa (niederländisch) | Niederlande, nach 1518                                      | Papier               | 198 Blatt | 36 × 25,8           | Digitalisat                             |
| Cpg 151  | Spiegel menschlicher Behaltnis (deutsche Fassung von Speculum humanae salvationis) | Schwaben, Mitte 15. Jh.                                     | Papier               | 128 Blatt | 30,1 × 20,5         | Digitalisat                             |
| Cpg 152  | Elisabeth Gräfin von Nassau-Saarbrücken: Herpin | Stuttgart (?), Werkstatt des Ludwig Henfflin, um 1470       | Papier               | 337 Blatt | 29,7 × 19,8         | Digitalisat                             |
| Cpg 153  | Martyrologium des Usuardus und Legendar (sog. Redaktion ‚Der Heiligen Leben‘), Mai–August | Bayern, 1474                                                | Papier               | 531 Blatt | 30,8 × 21,5         | Digitalisat                             |
| Cpg 154  | Martin von Troppau: Chronicon pontificum et imperatorum (deutsch); Kaiserchronik (Auszug); Salomon und Markolf; Johannes Hartlieb: Alexander; Heinrich Steinhöwel: Apollonius (Druck, 1471); Chronik von Andechs (Druck, 1473); Jacobus de Teramo: Belial (deutsch, Druck, 1476) | Mitteldeutschland (?), 1474                                 | Papier               | 300 Blatt | 29 × 21             | Digitalisat                             |
| Cpg 155  | Sammelhandschrift mit Schriftstücken zur Reformationsgeschichte (viele davon zum Frankfurter Rezess) | verschiedene Orte, 16. Jh. (nach 1545 bis nach 1586)        | Papier               | 215 Blatt | 32 × 20,5–21,5      | Digitalisat                             |
| Cpg 156  | Johannes de Thurocz: Chronica Hungarorum (deutsch) | Bayern, nach 1490                                           | Papier               | 189 Blatt | 31,4 × 21,2         | Digitalisat                             |
| Cpg 157  | (1.) Martin von Troppau: Chronicon pontificum et imperatorum (deutsch); (2.) verschiedene geistliche Texte | Augsburg (?), (1.) 1429 bis (2.) vor 1429                   | Papier               | 162 Blatt | 29,6 × 20,8         | Digitalisat                             |
| Cpg 158  | Formelbuch | Heidelberg (?), um 1455–1460 (Nachträge bis nach 1538)      | Papier               | 227 Blatt | 30,9 × 22           | Digitalisat                             |
| Cpg 159  | Urkundensammlung (Formelbuch); Türkensteuer (Druck) | Speyer (?), 1548                                            | Papier und Pergament | 313 Blatt | 29,1 × 20,5         | Digitalisat                             |
| Cpg 160  | Augsburger Stadtrecht u. a. | Augsburg, 1438                                              | Papier               | 194 Blatt | 30,2 × 21,5         | Digitalisat                             |
| Cpg 161  | Augsburger Stadtrecht u. a. | Augsburg, 1460                                              | Papier               | 151 Blatt | 28,9 × 21,2         | Digitalisat                             |
| Cpg 162  | Augsburger Stadtrecht | Augsburg, Mitte 15. Jh.                                     | Papier               | 177 Blatt | 28,3 × 20,7         | Digitalisat                             |
| Cpg 163  | Stadtrecht von Worms; Schwabenspiegel (Langform M) u. a. | Worms (?), Anfang 15. Jh.                                   | Papier               | 167 Blatt | 28,8 × 20,7         | Digitalisat                             |
| Cpg 164  | Eike von Repgow: Heidelberger Sachsenspiegel (Bilderhandschrift des Sachsenspiegels) | Ostmitteldeutschland, Anfang 14. Jh.                        | Pergament            | 30 Blatt  | 30 × 23,5           | Digitalisat                             |
| Cpg 165  | Johannes von Buch: Sachsenspiegelglosse (Landrecht, Kürzere Glosse) | Norddeutschland, 1368                                       | Pergament            | 114 Blatt | 28,2 × 22,4         | Digitalisat                             |
| Cpg 166  | Augsburger Stadtrecht u. a. | Augsburg, um 1480                                           | Papier               | 97 Blatt  | 28,4 × 20,3         | Digitalisat                             |
| Cpg 167  | Sachsenspiegel und Schwabenspiegel (Landrecht) | Herzogtum Braunschweig-Lüneburg, Anfang 14. Jh.             | Pergament            | 158 Blatt | 36,5 × 27,5         | Digitalisat                             |
| Cpg 168  | Kaiserliche Dekrete; Goldene Bulle Karls IV. (lateinisch und deutsch); Schwabenspiegel (Land- und Lehnrecht, Normalform) u. a. | Heidelberg, 1465–1467                                       | Papier               | 206 Blatt | 30,3 × 22           | Digitalisat                             |
| Cpg 169  | Rechtsabecedar der 2200 Artikel; Rezept- und Gewürzsammlungen; Iordanus Rufus: Hippiatria (Werk zur Pferdeheilkunde) u. a. | Südwestdeutschland, 3. Drittel 15. Jh.                      | Papier               | 246 Blatt | 30 × 21,8           | Digitalisat                             |
| Cpg 170  | Schwabenspiegel (Kompilation aus Kurz- und Langform); Johannes von Indersdorf: Spruchsammlungen u. a. | Bayern, Mitte 15. Jh.                                       | Papier               | 112 Blatt | 30,8 × 21           | Digitalisat                             |
| Cpg 171  | Sammlung von Schriften zur Reichsgeschichte des 16. Jahrhunderts | Augsburg, nach 1556 – nach 1567                             | Papier               | 358 Blatt | 30,9 × 22–22,5      | Digitalisat                             |
| Cpg 172  | Fürstenspiegel (Kompilation); Dindimus Buch (selbständige Überlieferung des Brahmanenkapitels aus Hartliebs Alexander) | Bayern, 3. Viertel 15. Jh.                                  | Papier               | 134 Blatt | 27,8 × 19,1         | Digitalisat                             |
| Cpg 173  | Kriegsbuch | Amberg, um 1568                                             | Papier               | 416 Blatt | 30,6 × 20,1         | Digitalisat                             |
| Cpg 174  | Fürstenspiegel | Heidelberg (?), Ende 15. Jh.                                | Papier               | 41 Blatt  | 28,3 × 20,5         | Digitalisat                             |
| Cpg 175  | Augsburger Stadtrecht | Augsburg, 1443                                              | Papier               | 112 Blatt | 30,2 × 20,9         | Digitalisat                             |
| Cpg 176  | Augsburger Hochzeitsregister | Augsburg, 1556–1565                                         | Papier               | 28 Blatt  | 30,6 × 21,7         | Digitalisat                             |
| Cpg 177  | Medizinische Sammelhandschrift | verschiedene Orte, um 1570 – nach 1586                      | Papier               | 166 Blatt | 31,8 × 20,7         | Digitalisat                             |
| Cpg 178  | Urkundensammlung (Formelbuch) | Speyer, 1537/1538 (Nachträge bis 1550)                      | Papier               | 392 Blatt | 21 × 16,5           | Digitalisat                             |
| Cpg 179  | Urkundensammlung (Formelbuch) | Speyer, 1537/1538 (Nachträge bis 1545)                      | Papier               | 430 Blatt | 21,3 × 16,4         | Digitalisat                             |
| Cpg 180  | Augsburger Stadtrecht | Augsburg, um 1380                                           | Papier               | 174 Blatt | 21,1 × 15           | Digitalisat                             |
| Cpg 181  | Melchior von Ossa: Testament | Amberg (?), wenig vor 1573                                  | Papier               | 199 Blatt | 15,3 × 20,8         | Digitalisat                             |
| Cpg 182  | Dorothea Susanne Herzogin von Sachsen-Weimar: Rezeptsammlungen (medizinisch) | Amberg, 1573                                                | Papier               | 266 Blatt | 15,2 × 20,3         | Digitalisat                             |
| Cpg 183  | Hausbuch (medizinische Rezepte und Anweisungen für Gesundheit, Wein-, Obst- und Gartenbau, Tierhaltung) | Amberg, 1560–1570/71                                        | Papier               | 487 Blatt | 14,6 × 21           | Digitalisat                             |
| Cpg 184  | Leonhard Götz, Ludwig Fingerlin, Hans Roller: Rezeptsammlungen (medizinisch); Konsilium (für Ludwig VI. von der Pfalz) | Amberg, vor 1572                                            | Pergament            | 139 Blatt | 18 × 22,3           | Digitalisat                             |
| Cpg 185  | Rezeptsammlung (medizinisch) | [Rheinland], 1578                                           | Papier               | 262 Blatt | 15,2 × 20,1         | Digitalisat                             |
| Cpg 186  | Peter Herman: Hausbuch (medizinische Rezepte, außerdem Anleitungen zu Wein-, Obst- und Gartenbau, zum Teil lateinisch) | [Heidelberg (?)], vor 1572                                  | Papier               | 406 Blatt | 15,7 × 20,6         | Digitalisat                             |
| Cpg 187  | Ludwig VI. von der Pfalz: Rezeptsammlung (medizinisch) | Amberg, 1566                                                | Pergament            | 135 Blatt | 14,8 × 20,1         | Digitalisat                             |
| Cpg 188  | Sophia von Miltitz u. a.: Rezeptsammlungen (medizinisch) | Amberg, 1573–1575                                           | Papier               | 382 Blatt | 15,2 × 19,9         | Digitalisat                             |
| Cpg 189  | Rezeptsammlung (medizinisch) | Bayern (?), vor 1550                                        | Papier               | 124 Blatt | 15,1 × 21,3         | Digitalisat                             |
| Cpg 190  | Georg Forster (?): Rezeptsammlung (medizinisch) | Amberg, 1569/1570 (?)                                       | Papier               | 330 Blatt | 15,7 × 20           | Digitalisat                             |
| Cpg 191  | Anstand von Seckendorff-Pfaff: Rezeptsammlung (medizinisch) | Amberg, 1574                                                | Papier               | 253 Blatt | 15,6 × 20,3         | Digitalisat                             |
| Cpg 192  | Ludwig V. von der Pfalz: Rezeptsammlung (medizinisch) | Amberg, ca. 1570–1572, (Nachträge bis nach 1579)            | Pergament            | 352 Blatt | Digitalisat         |                                         |
| Cpg 193  | Johann Kraus, Thomas Erastus, Johann Lange, Marx Rechklau: Konsilien; anonyme Regimina | Amberg, 1567                                                | Pergament            | 122 Blatt | 9,6 × 13,7          | Digitalisat                             |
| Cpg 194  | Leonhard Götz, Ludwig Fingerlin: Rezeptsammlungen (medizinisch) | Amberg, vor 1569                                            | Papier               | 408 Blatt | 10,1 × 15,4         | Digitalisat                             |
| Cpg 195  | Richard von Pfalz-Simmern, Katharina von Pfalz-Simmern, Endres Fuchs von Bimbach, Ludwig VI. von der Pfalz: Rezeptsammlungen (medizinisch) | Amberg, um 1570                                             | Papier               | 428 Blatt | 10,3 × 15,6         | Digitalisat                             |
| Cpg 196  | Hausbuch (Arzneibuch sowie Zauber-, Scherz- und Hausrezepte) | Amberg, wenig vor 1575                                      | Papier               | 310 Blatt | 15,1 × 20,5         | Digitalisat                             |
| Cpg 197  | Helene Gräfin von Hanau-Münzenberg, Ludwig VI. von der Pfalz: Rezeptsammlungen (medizinisch) | Amberg, um 1565                                             | Papier               | 149 Blatt | 20,3 × 16           | Digitalisat                             |
| Cpg 198  | Rezeptsammlung (medizinisch) | Westdeutschland, vor 1550                                   | Papier               | 124 Blatt | 19,4 × 14,2         | Digitalisat                             |
| Cpg 199  | Rezeptsammlung (medizinische Rezepte, zum Teil lateinisch) | Kaiserslautern (?) / Heidelberg (?), um 1570 (?)            | Papier               | 189 Blatt | 19,5 × 15,2         | Digitalisat                             |